# Miss Brésil 1969
Miss Brésil 1969, 16e élection de Miss Brésil, s'est déroulée le 28 juin 1969 au Ginásio do Maracanãzinho.
La gagnante, Vera Fischer succède à Martha Vasconcellos, Miss Brésil 1968. Elle est la première Miss Santa Catarina à avoir remporté le titre de Miss Brésil.

## Classement final
| Titre            | Candidates |
| ---------------- | --- |
| Miss Brésil 1969 | - Santa Catarina - Vera Fischer                                                                                                |
| 1re dauphine     | - São Paulo - Maria Lúcia Alexandrino                                                                                          |
| 2e dauphine      | - Rio Grande do Sul - Ana Rodrigues                                                                                            |
| 3e dauphine      | - Guanabara - Mara Carvalho Ferro                                                                                              |
| Top 8            | - Amazonas - Suely Melo Veras - Ceará - Vera Lúcia Camelo - District fédéral - Marice Galvão - Minas Gerais - Ana Maria Côrtes |

## Prix distribués
| Prix              | Candidate                          |
| ----------------- | ---------------------------------- |
| Miss Sympathie    | - Paraíba - Maria do Socorro Alves |
| Miss Photogénique | - Santa Catarina - Vera Fischer    |

## Candidates
| Numéro | État                | Nom                                | Taille |
| ------ | ------------------- | ---------------------------------- | ------ |
| 1      | Acre                | Maria Augusta Farias               | 1,65 m |
| 2      | Alagoas             | Vera Lúcia Caldeiras               | 1,65 m |
| 3      | Amazonas            | Sueli Melo Veras                   | 1,73 m |
| 4      | Bahia               | Vera Lúcia Guerreiro               | 1,74 m |
| 5      | Ceará               | Vera Lúcia Camelo                  | 1,72 m |
| 6      | District fédéral    | Marice Vani Galvão                 | 1,72 m |
| 7      | Espírito Santo      | Maria Helena Bromenchenkel         | 1,70 m |
| 9      | Fernando de Noronha | Adele Zampiere                     | 1,68 m |
| 9      | Goiás               | Elsa Maria de Sousa                | 1,73 m |
| 10     | Guanabara           | Mara Carvalho Ferro                | 1,66 m |
| 11     | Maranhão            | Rosa Maria Tavares Costa           | 1,70 m |
| 12     | Mato Grosso         | Sandra Abutaka                     | 1,67 m |
| 13     | Minas Gerais        | Ana Maria Côrtes                   | 1,64 m |
| 14     | Pará                | Leida Ferreira Hesketh             | 1,63 m |
| 15     | Paraíba             | Maria do Socorro Costa Alves       | 1,71 m |
| 16     | Paraná              | Marli Simon                        | 1,73 m |
| 17     | Pernambouc          | Maria Gerusa Farias                | 1,67 m |
| 18     | Piauí               | Rosângela Cordeiro                 | 1,66 m |
| 19     | Rio Grande do Norte | Iara Lúcia Bezerra da Cunha        | 1,74 m |
| 20     | Rio Grande do Sul   | Ana Cristina Rodrigues             | 1,73 m |
| 21     | Santa Catarina      | Vera Lúcia Fischer                 | 1,70 m |
| 22     | São Paulo           | Maria Lúcia Alexandrino dos Santos | 1,70 m |
| 23     | Sergipe             | Maria Carmen Gentil Barreto        | 1,73 m |

## Observations